# Obwód Ostrów Mazowiecka Armii Krajowej
Obwód Ostrów Mazowiecka – jednostka terytorialna Związku Walki Zbrojnej, a następnie Armii Krajowej.
Operowała na terenie miast Ostrów Mazowiecka i Brok oraz na terenie gmin Brańszczyk, Długosiodło, Poręba, Komorowo i Orło.
Obwód nosił kryptonim „Opocznik” nr 12 (od lutego 1942), należał do Inspektoratu Mazowieckiego z Okręgu Białystok AK.

## Organizacja
Obwód podzielony był na rejony:
- Rejon I Ostrów Mazowiecka – dowódca ppor. rez. A. Wieczorek ps. „Tatar”
- Rejon II Brok – dowódca ppor. rez. H. Dubois ps. „Ryszard”
- Rejon III Poręba – ppor. rez. A. Wróblewski ps. „Orwid”
- Rejon IV Długosiodło – por. A. Małaszek ps. „Zarzycki”
- Rejon V Wąsewo – ppor. M. Lebiedziński ps. „Łuna”

## Komendanci obwodu
- kpt. / mjr piech. Eugeniusz Ludwik Marian Mieszko Mieszkowski ps. „Zięba”, „Ryba”, „Ostry” (I 1941 – †29 V 1943 Warszawa)
- kpt. Józef Zdrajkowski ps. „Kłos”, „Grabina”
- mjr Henryk Antoni Pracki ps. „Rola”